# ラ・バンク・ド・ロア
ラ・バンク・ド・ロア（仏: La Banque du LoA）は、神奈川県横浜市中区山下町に所在する結婚式場である。1921年に露亜銀行横浜支店として建設され、1923年の関東大震災や1945年の横浜大空襲も耐え抜いてきた。横浜で唯一現存する外国資本の銀行建築の遺構である。

## 歴史
1921年に、露亜銀行横浜支店として建設された。露亜銀行は1926年に日本から撤退、その後J・H・モーガン設計事務所、1928年に横浜市瓦斯局、1935年よりドイツ領事館として使用された。第二次世界大戦後は進駐軍が使用し、1959年からは横浜入国管理事務所となる。1978年から1996年まで警友病院の別館として使用されたが、同院が横浜みなとみらい21地区に移転した以降は県が所有する空き家となっていた。2005年に、民間事業者による県有地の活性化に向けた公募が行われ、大和地所が選定された。2010年7月から2011年8月まで1年余りにわたる外壁修復や耐震工事ののち、運営会社である株式会社ワールドサービスにより、2011年9月に結婚式場「ラ・バンク・ド・ロア」としてオープンした。

### 旧露清銀行横浜支店
露亜銀行は1910年に露清銀行とソシエテ・ジェネラル子会社の北方銀行とが合併して出来た銀行であるが、露清銀行は1902年に横浜支店を開設していた。本ビルにほど近い中区役所そばの大桟橋通り沿い北緯35度26分42.94秒 東経139度38分33.71秒で、神奈川県立歴史博物館同様ドームを設けた華麗な建物であったが関東大震災で損壊。長らく半地下部分が残っていたが、1987年に取り壊された。

## 建築
本ビルが建設されたのは煉瓦造りから鉄筋コンクリート構造へと移り変わる過渡期であり、両構造が混在する。バロック様式の建物をコンクリート造で建設した初期のものと考えられ、横浜で最後に建設されたバロック建築である。他の銀行建築に比べ、個々の装飾が大きい点が特徴的である。ギリシャ風の2本の円柱やエントランスの破風等の外観、内部の大理石の階段は結婚式場へとリノベーションする際にもそのまま残され、露亜銀行当時に使用されていた金庫はギャラリーとして活用されている。
2006年11月1日に横浜市指定有形文化財に指定され、2013年度には横浜市都市整備局より「第6回横浜・人・まち・デザイン賞」を受賞している。